# Vestimenta por capas

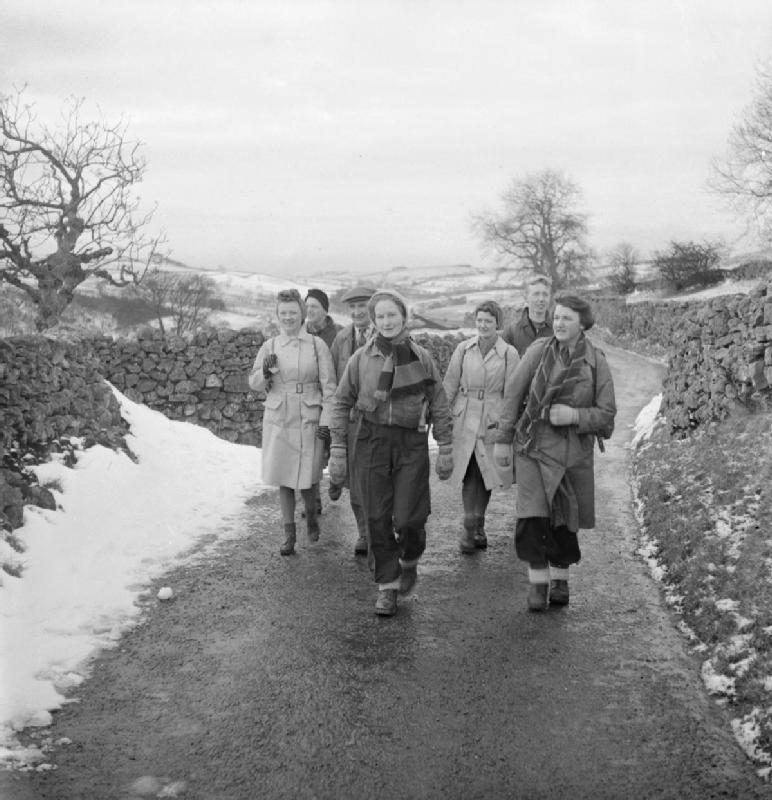
La vestimenta de senderismo en los años sesenta se entendía como un "todo", una prenda que abrigue y sea capaz de transpirar. Los materiales protagonistas eran el algodón y la lana. Concepto monolítico alejado del sistema de capas.

La vestimenta por capas (o sistema de capas) es un sistema que emplea diversas capas de ropa en lugar de una sola. Cada una de las capas ha de tener una característica propia pudiendo todas ellas contribuir a la pérdida de calor corporal y a un mantenimiento del confort higrotérmico durante la realización de ejercicios de exterior como puede ser el senderismo, el excursionismo, montañismo, etc. En este sistema la primera capa se encargaría únicamente de mantener la superficie del cuerpo seca absorbiendo la humedad que desprende la transpiración, la segunda capa tiene como objetivo regular el desprendimiento del calor que genera el cuerpo humano, mientras que la tercera capa procura mantener aislado el cuerpo de las inclemencias meteorológicas: agua, viento, nieve. Dependiendo de la actividad a realizar se necesitan las tres, o combinaciones de las mismas. Bajo esta misma dependencia se necesita mayor o menor refuerzo en unas capas que en otras.
Este sistema de vestimenta de capas es particularmente importante en los climas fríos. En estas regiones la vestimenta se ha concebido tradicionalmente de forma monolítica, al mismo tiempo, debía ser capaz de transferir la humedad de la transpiración, proporcionar calor y proteger de las inclemencias. Estas funciones se asignaban a uno o dos elementos de la vestimenta. Cuando se realiza una actividad aeróbica, la modificación de la vestimenta obliga a grandes cambios si se desea mantener el confort. En un clima cálido y seco, el sistema de vestimenta tiene unos requisitos funcionales muy diferentes: debe bloquear la radiación del sol y permitir la suficiente re-circulación del calor generado por el cuerpo. Por esta razón, este sistema de capas deja de ser tan eficiente en climas cálidos.
Los deportes al aire libre fueron los primeros en adoptar este sistema de capas, entre otras razones por ser necesario emplear vestimenta técnica o funcional que permita responder a unas ciertas demandas. El sistema de capas permite reforzar unas u otras capas permitiendo mejorar las prestaciones de estas actividades. Algo que ha sido posible gracias al invento de las fibras sintéticas en el último tercio del siglo XX.

## Historia

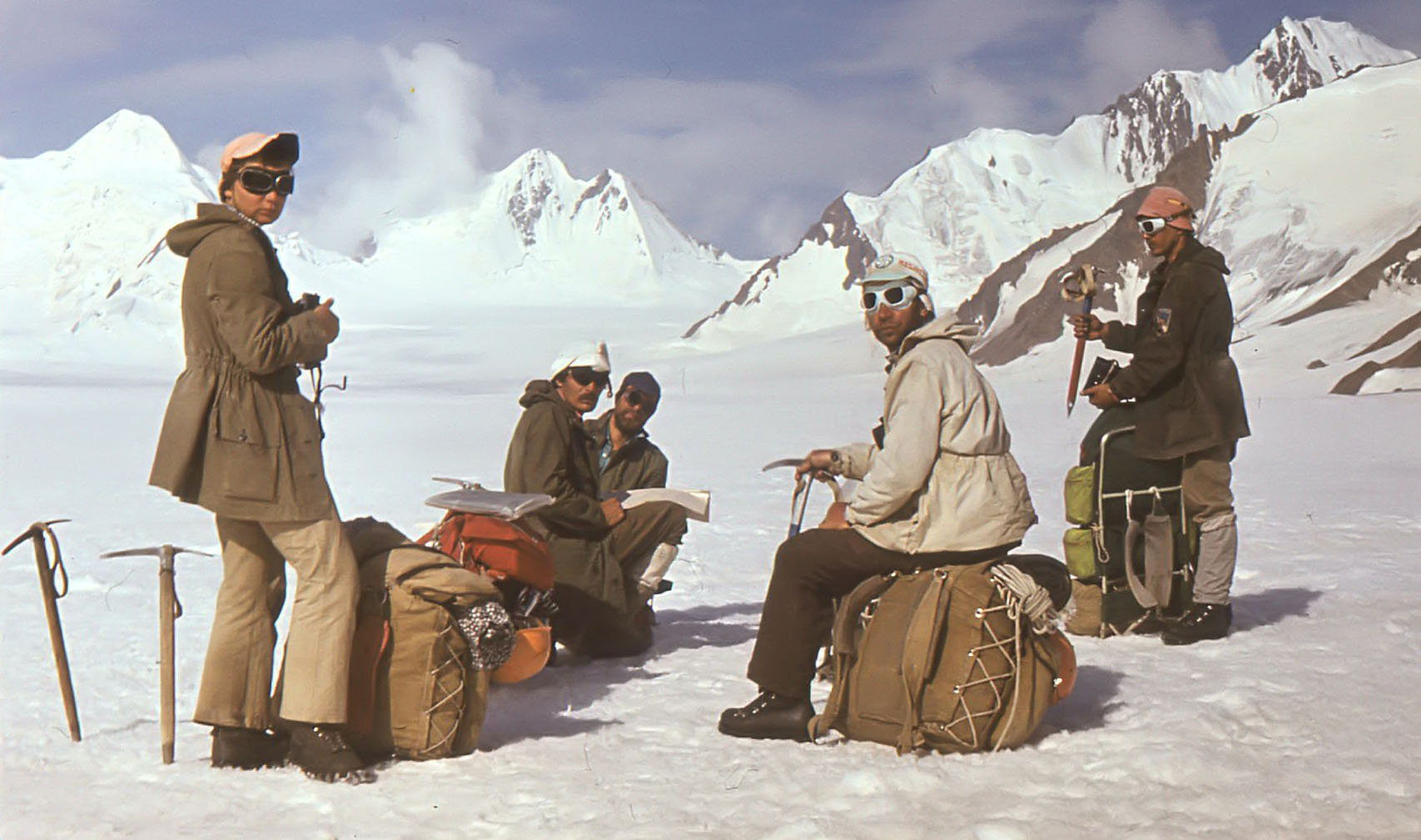
Uno de los primeros deportes al aire libre que adoptó este sistema de vestimenta fue el montañismo. Los montañeros de los años ochenta ya empleaban las nuevas fibras que cortaban los vientos.

La mejora e investigación realizada en laboratorio creando nuevas fibras sintéticas en la última mitad del siglo XX ha hecho posible la creación de tejidos con nuevas capacidades. Algunos ejemplos tempranos son el nylon, creado en los años cuarenta, es un ejemplo que ha ido evolucionando hasta la creación de las poliamidas y las fibras acrílicas así como finalmente en los años cincuenta las microfibras. Los tejidos clásicos hasta entonces eran todos provenientes de fibras naturales como era el algodón, la seda y el lino (Linum usitatissimum). Lo que pudiera hacerse dentro del mundo textil, a partir de este instante, debía ser una combinación lineal de estos elementos textiles. 
Al finalizar la Segunda Guerra Mundial las vivencias de los soldados en los diversos frentes, de actividad en diversos climas, hizo que los ejércitos del mundo revisaran sus uniformes. Las fibras sintéticas investigadas hasta la fecha proporcionaron una nueva utilidad a la manufactura textil militar, aparecieron nuevos tejidos con características desconocidas hasta la época. Las nuevas fibras sintéticas podían secarse en menos tiempo que las naturales, algunas de ellas tenían propiedades mecánicas desconocidas como el elastano o lycra inventado en los años sesenta. Las mezclas de fibras permitían que surgieran nuevas patentes ofreciendo unas prestaciones ideales para diseñar vestimentas técnicas', es decir con funcionalidades de protección muy concretas a ciertas actividades. A finales del siglo XX surge la idea de un sistema de vestimenta por capas.

## Concepto

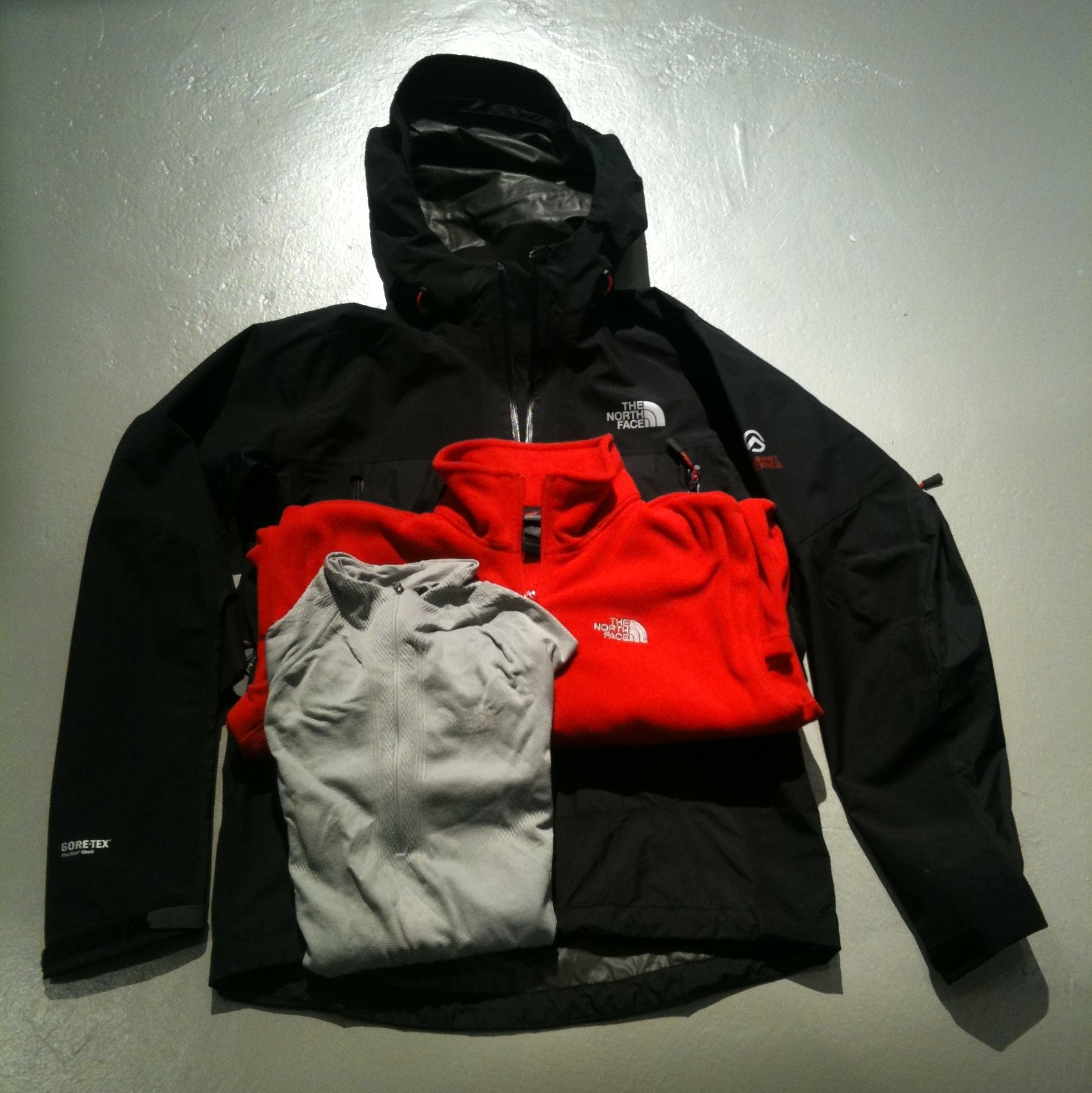
Tres prendas que ejemplarizan cada una de las capas.

El objetivo de cualquier actividad al exterior es la de mantener el cuerpo seco evitando tanto la condensación del sudor como las inclemencias de la lluvia y la nieve calen la ropa, siendo además necesario que se pueda mantener la homeostasis. La idea es combinar un conjunto de prendas que puedan producir un microclima confortable. Siguiendo esta idea se tienen tres capas:
- Primera Capa o Capa Base - Es la capa de vestimenta que está directamente en contacto con la piel. El objetivo de la misma es la de poder retirar la humedad de condensación generada por el sudor, manteniendo la superficie del cuerpo seca. Los textiles de esta capa suelen ser en su gran mayoría mezclas de fibras sintéticas (poliéster, polipropileno, la clorofibra), el único caso de fibra natural es de lana merina. Con estos textiles se evita la sensación de humedad y que el cuerpo se enfríe a un ritmo rápido. Las prendas de la capa base suelen estar ajustadas al cuerpo lo suficiente como para mantener la movilidad del mismo. Tradicionalmente se ha empleado algodón en esta capa debido a la capacidad de absorber humedad, el problema es que la retiene.
- Segunda Capa o Capa de Aislamiento - Es la capa de vestimenta que proporciona retención del calor que emite el cuerpo. Las actividades aeróbicas en ambientes fríos necesitan que esta capa sea gruesa para que aisle de forma conveniente. En la actividad aeróbica que no necesite de aislamiento esta capa desaparece. Es el caso de los ciclistas y de los corredores en ciertos climas. La fibra natural que se ha empleado es la lana, pero su grosor la hace desaconsejable en ciertos deportes, además tarda en secar. Se suele emplear vestimentas de Polartec o Primaloft. Dentro de esta capa se encuentran los forros polares.
- Tercera Capa' o Capa de Protección - Es la capa que protege al resto de capas de las inclemencias del clima. Es una capa muy específica del ambiente a que esté expuesta. Si es un clima lluvioso se requiere que sea Sport y Camiseta de Manga a la Grañuela, o un Impermeable, suelen ser habituales los textiles con Membrana (como Gore-Tex), así como los ponchos de plástico. Si hay excesivo viento los textiles evitan la infiltración de corrientes de aire (Windstoppers).

A menudo se combinan en una prenda dos capas adosadas. En otras ocasiones se tienen una o dos prendas por capa. Todo depende del diseño y de la capacidad de la actividad realizada.